# Belonidium mollissimum
Belonidium mollissimum är en svampart som först beskrevs av Wilhelm Gottfried Lasch, och fick sitt nu gällande namn av Raitv. 1970. Belonidium mollissimum ingår i släktet Belonidium och familjen Hyaloscyphaceae.   Inga underarter finns listade i Catalogue of Life.
I den svenska databasen Dyntaxa används istället namnet Trichopeziza mollissima för samma taxon.  Arten är reproducerande i Sverige.